# Jagdstaffel 21

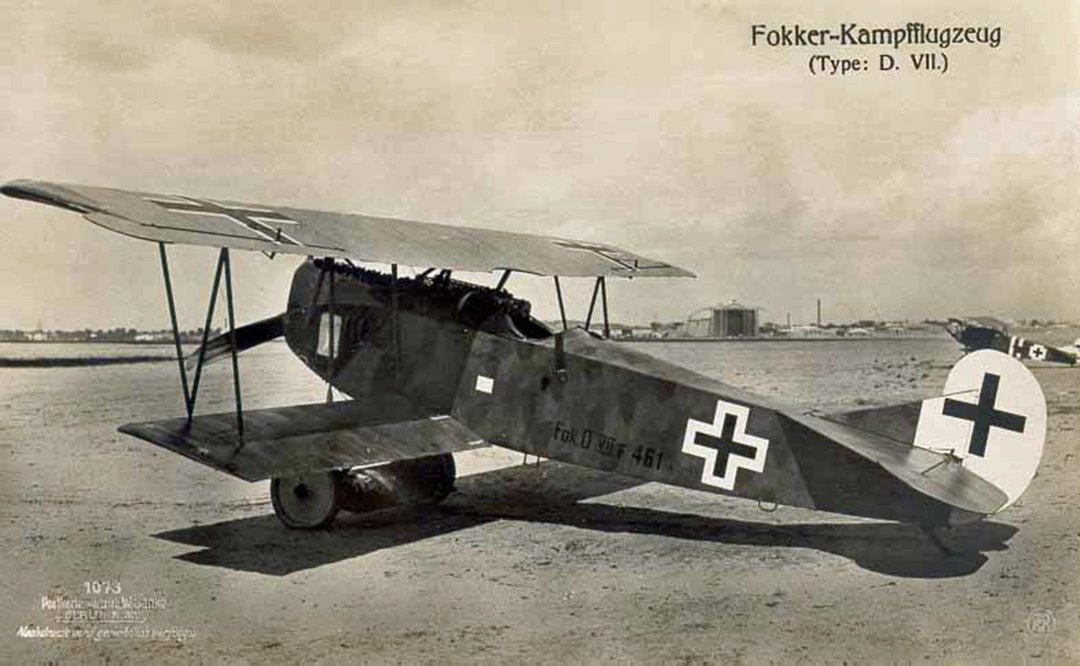
Fokker D.VII – podstawowy samolot Jasta 21.

Jagdstaffel 21 – Königlich Sächsische Jagdstaffel Nr. 21 – Jasta 21 jednostka lotnictwa niemieckiego Luftstreitkräfte z okresu I wojny światowej.

## Informacje ogólne
Jednostka została utworzona w z samolotów i pilotów wchodzących w skład AFP 3 Armeeflugpark 3 w Großenhain w końcu września 1916 roku w pierwszym etapie reorganizacji lotnictwa. Organizację eskadry powierzono porucznikowi Richard Schlieben. Od kwietnia do końca czerwca 1917 roku jednostka była przydzielona do 1 Armii, a od 1 lipca 1917 do 5 Armii.
Eskadra walczyła przede wszystkim na samolotach Fokker Dr.I i Fokker D.VII. Większość samolotów miała przednią część kadłuba malowaną w szerokie podłużne biało-czarne pasy.
Jasta 21 w całym okresie wojny odniosła ponad 141 zwycięstw nad samolotami nieprzyjaciela. W okresie od lutego 1917 do listopada 1918 roku jej straty wynosiły 8 zabitych w walce, 6 rannych oraz 1 w niewoli.
Łącznie przez jej personel przeszło 12 asów myśliwskich:
Karl Thom (27), Eduard von Schleich (26), Oskar von Boenigk (16), Emil Thuy (13), Max Kühn (12), Fritz Höhn (10), Heinrich Haase (6), Paul Turck (5), Karl Schmückle (4), Hermann Leptien (3), Rudolf Matthaei (3), Werner Wagener (1).

## Dowódcy Eskadry
| Stopień   | Nazwisko                   | Okres                   |
| --------- | -------------------------- | ----------------------- |
| Porucznik | Richard Schlieben          | 28.09.1916 – 26.05.1917 |
| Kapitan   | Eduard Ritter von Schleich | 26.05.1917 – 23.10.1917 |
| Porucznik | Oskar von Boenigk          | 23.10.1917 – 27.08.1918 |
| Porucznik | Josef Schulte              | 27.08.1918 – 11.11.1918 |